# Operação Dínamo

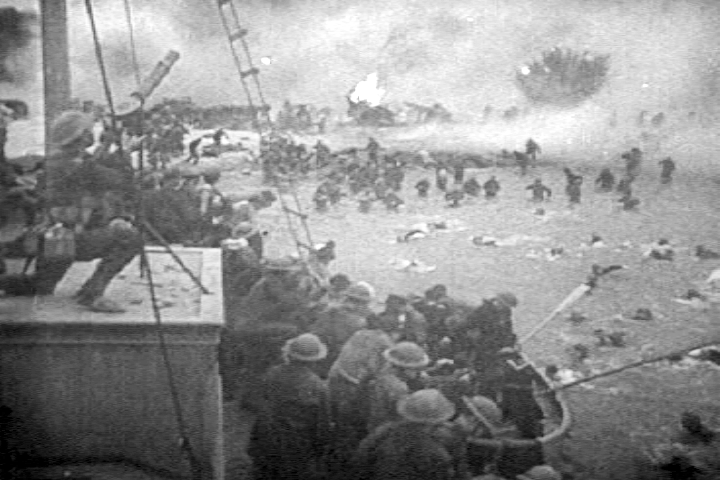
Captura de tela retirada do filme de propaganda do Exército dos Estados Unidos de 1943, Divide and Conquer.

Operação Dínamo refere-se à evacuação de Dunquerque ou retirada de Dunquerque, também conhecida como milagre de Dunquerque, uma notável operação militar realizada durante a Segunda Guerra Mundial e considerada uma das maiores retiradas estratégicas da história militar. Quase trezentos e quarenta mil soldados aliados foram evacuados sob intenso bombardeio, entre 26 de maio e 4 de junho de 1940, da cidade francesa de Dunquerque até a cidade inglesa de Dover. A operação Dínamo se deu no contexto da invasão da França pelas forças alemãs, em 10 de maio de 1940, sem uma efetiva resistência aliada.
Comandada pelo vice-almirante Bertram Ramsay, a intenção inicial era evacuar cerca de 45 mil homens da Força Expedicionária Britânica em dois dias, mas, em breve, o objetivo foi alterado para resgatar 120 mil homens em cinco dias.
Os exércitos britânico, francês e belga, distribuídos ao longo de uma frente de 250 km, curvados para dentro do Canal da Mancha, estavam cercados pelos alemães. As tropas exaustas, empurradas constantemente para trás pelo Panzers alemães, apertavam nervosamente os fuzis e esperavam em silencioso terror. A retirada era inevitável. De fato, na manhã de 26 de maio de 1940, Anthony Eden, Ministro da Guerra, havia autorizado um recuo geral para a costa, mas o General John Vereker, 6.º Visconde de Gort, o franco e vigoroso Comandante-chefe da Força Expedicionária Britânica, na França, tinha suas dúvidas.
A perspectiva da derrota viera com surpreendente e terrível rapidez. Durante oito meses, muitos dos 390 000 homens do exército de Lord Gort tinham desfrutado de uma boa vida. Iludidos de que a Linha Maginot, com seus 400 km para o sul, era inexpugnável, haviam construído 400 casamatas de concreto armado, cavado trincheiras e fossos antitanques nos moldes semelhantes àqueles da Primeira Guerra Mundial, à espera dos alemães. Subitamente, em 10 de maio, dez divisões blindadas alemãs e 117 divisões de infantaria irromperam pela neutra Holanda, esmagando suas defesas, sucedendo-se o mesmo com a Bélgica e com o Luxemburgo, também neutros. Pouco depois sete divisões rompiam as linhas do exército francês em Sedan, atravessando facilmente as florestas e as colinas das Ardenas.
Tropas britânicas foram em socorro, atravessando a Bélgica, na expectativa de realização de grandes feitos, porém a campanha se revelou um pesadelo e a posição aliada se tornou insustentável.
A partir da ordem de Sir Eden, originou-se um deslocamento de tropas sem precedentes até então. Milhares de soldados, sob fogo cerrado das divisões alemães, deslocaram-se ao longo dessa linha em direção ao mar. A retirada de um número tão grande de soldados e equipamentos era, por si só, uma tarefa monumental; sob ataque pesado do inimigo, então, era algo que se mostrava surreal. Acompanhando a esta movimentação estava a temível Luftwaffe em todo seu esplendor, que praticamente sem resistência no ar, bombardeava sem pudor nenhum as tropas em retirada.

## O erro

Cenas do resgate

A retirada só foi efetivada devido a um erro estratégico, cuja motivação é desconhecida, sendo até hoje um mistério para os historiadores da Segunda Guerra Mundial. Uma das teses que pairam sobre isso é que Hermann Göring havia garantido a Hitler que a Luftwaffe sozinha faria os britânicos se renderem, o que não aconteceu. Outra tese seria de que Adolf Hitler queria mais uma vez tentar um acordo de paz com os ingleses, e por isso ordenou o cessar fogo.
A evacuação, mesmo de uma pequena parte da Força Expedicionária Britânica, constituiria um acontecimento surpreendente, pois Dunquerque só se manteve graças a uma inexplicável reviravolta na estratégia alemã. Em 23 de maio, quando os tanques alemães já se encontravam a 20 km de Dunquerque, o então General Gerd von Rundstedt, baixou uma ordem: "Deter-se na linha do Canal A e instalar-se".
Ao contrário dos audazes comandantes das divisões Panzers, como Rommel, o prudente Rundstedt, de 65 anos, não aceitava o novo uso tático de tanques. Mais uma vez durante a Campanha das Ardenas, ele havia ordenado várias paradas, com receio de que as divisões blindadas se distanciassem muito das tropas de infantaria, que viriam logo atrás, para apoio e consolidação do terreno. Somado a isto, seu entendimento era de que a planície pantanosa do Flandres não era propícia ao emprego de blindados, os Panzers poderiam atolar e prejudicar o plano original, que era agir no coração da França.
Em 28 de maio, além das embarcações privadas requisitadas para ajudar na operação, foram chamados mais dez contratorpedeiros que tentaram naquela manhã uma nova operação de resgate. Vários milhares acabaram por ser resgatados, embora os contratorpedeiros não tenham podido se aproximar o necessário da praia. Outras operações de resgate, no resto do dia 28, tiveram mais sucesso, tendo resgatado mais 16 mil homens, mas as operações aéreas alemãs aumentaram, e várias embarcações foram afundadas ou bastante danificadas, incluindo nove contratorpedeiros. Durante a Operação Dínamo, a RAF perdeu 177 aviões e a Luftwaffe 132, sobre Dunquerque.
Em 29 de maio, a Divisão Panzer alemã, que se aproximava, parou em Dunquerque, deixando assim o resto da batalha para a infantaria e força aérea. Na tarde do dia 30, um outro grande grupo de embarcações menores conseguiu resgatar 30 mil homens. No dia 31 de maio, as forças aliadas estavam comprimidas num espaço de 5 km desde De Panne, Bray-Dunes até Dunquerque; nesse dia mais de 68 mil soldados foram evacuados, e, durante a noite, outros 10 mil. Em 1 de junho, mais 65 mil foram resgatados. As operações continuaram até 4 de junho.
Um total de cinco nações fizeram parte da retirada de Dunquerque: Reino Unido, França, Bélgica, Países Baixos e Polónia.
| Data        | Tropas evacuadas das praias | Tropas evacuadas do Porto de Dunquerque | Total   |
| ----------- | --------------------------- | --------------------------------------- | ------- |
| 27 de maio  | -                           | 7 669                                   | 7 669   |
| 28 de maio  | 5 930                       | 11 874                                  | 17 804  |
| 29 de maio  | 13 752                      | 33 558                                  | 47 310  |
| 30 de maio  | 29 512                      | 24 311                                  | 53 823  |
| 31 de maio  | 22 942                      | 45 072                                  | 68 014  |
| 1º de junho | 17 348                      | 47 081                                  | 64 429  |
| 2 de junho  | 6 695                       | 19 561                                  | 26 256  |
| 3 de junho  | 1 870                       | 24 876                                  | 26 746  |
| 4 de junho  | 622                         | 25 553                                  | 26 175  |
| Totais      | 98 780                      | 239 446                                 | 338 226 |

## Perdas

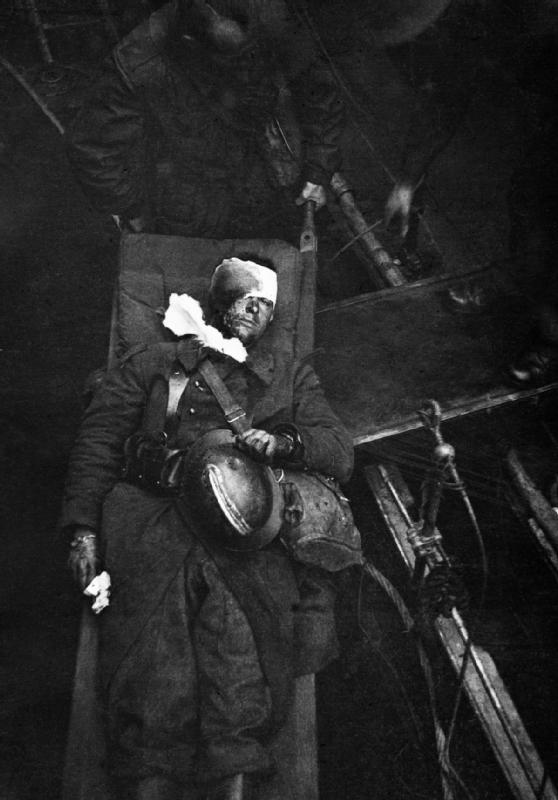
Soldado francês ferido é levado para terra, em Dover, após a evacuação de Dunquerque.

A Força Expedicionária Britânica (BEF) perdeu 68 000 soldados (mortos, feridos, desaparecidos ou capturados), entre 10 de maio e o Armistício de Compiègne (estabelecido entre a Alemanha e a França, em 22 de junho de 1940). 3 500 britânicos morreram e 13 053 foram feridos. Todo o equipamento pesado teve que ser abandonado. Na França, ficaram para trás 2 472 canhões, 20 mil motocicletas e quase 65 mil outros veículos; também foram abandonadas 377 000 toneladas de suprimentos, mais de 68 000 t de munição e 147 000 t de combustível. Quase todos os 445 tanques britânicos enviados para a França com a BEF foram abandonados.
As perdas materiais mais importantes da Royal Navy, durante a operação, foram seis navios de guerra:
- Grafton, afundado pelo U-62 a 29 de maio;
- Grenade, afundado por um ataque aéreo a 29 de maio;
- Wakeful, afundado por um torpedo do S-30 a 29 de maio;
- Basilisk, Havant, e Keith, afundados por um ataque aéreo perto da praia a 1 de junho.

A Marinha Francesa perdeu três navios de guerra:
- Bourrasque, minado perto de Nieuport a 30 de maio;
- Sirocco, afundado pelo S-23 e S-26 a 31 de maio;
- Le Foudroyant, afundado por um ataque aéreo a 1 de junho.